# Alkavare
Alkavare (aktuell stavning Álggavárre) är ett fjäll i västra delen av Sareks nationalpark. Strax väster om fjället finns resterna efter malmbrytning som utfördes för Luleå silververk under slutet av 1600-talet. Där ligger också Alkavare kapell, som uppfördes 1788, övergavs vid mitten av 1800-talet, restaurerades ett sekel senare och återinvigdes 1961.